# Xil Ríos
José Antonio Gil Ríos (nacido en Moaña, Pontevedra), conocido artísticamente como  Xil Ríos, es un cantautor, cantante y compositor. Está considerado una leyenda viva de la cultura gallega.

## Biografía
Proviene de una familia marinera.
Empezó su trayectoria en 1971 en Festival Bahía de Vigo donde quedó segundo, tras Joan Baptista Humet con el tema "Un anaco de pan", su primer trabajo discográfico. Su segundo sencillo se estrenó en el  Festival do Viño do Condado (Salvatierra de Miño) de 1972 . En él destaca el tema "Nosa Galicia", en el que trata el problema de la emigración. Tras el éxito de esta obra, la primeira canción que él compuso, fue bautizado por el escritor gallego Xosé María Castroviejo como O Rapsoda de Moaña.
Otro tema salientable de sus inicios es "Aos meus amigos", que fue vetado en Televisión Española durante el Franquismo, con una temática reivindicativa de los derechos de los marineros.
En 1973  ganó el Primer Premio y el Premio de la Crítica en el Festival Internacional da Canción do Miño (Orense).
Hay que destacar el contenido social y crítico de las letras de Xil Ríos, que es contemporáneo de otros autores como Voces Ceibes.
Xil Ríos disfruta de numerosos éxitos populares. Algunos de los más significativos son "Nosa Galicia" o "Miña Maruxiña" (publicados en los 70's), "Xirarei", "Rapaciña Bonita", "O cañeiro" o "De carallada"(publicados en los 80's), "Que non decaia", "Baila" o "Meu País" (grabados en la década de los 90's), así como, "Vai e vén" o "O trai la la la" (00's). "Xa caerá" es el sencillo más conocido de "Son da Alma" (2010), su más reciente trabajo discográfico.

## Otros datos
- En el año  2008 "2001 Producciones Artísticas SL" elabora el recopilatorio 15 cancións de ouro de Xil Ríos, donde se pueden encontrar algunas de sus composiciones iniciales más populares remasterizadas.
- Su disco "Vai e vén" ( 2004) constituye su mayor incursión en el folk y en el colaboran artistas como Xosé Manuel Budiño, Susana Seivane, Uxía Senlle o Mercedes Peón.
- En abril de  2010 publica "Son da Alma", su disco más actual en el que explora los ritmos caribeños y su vinculación con la música tradicional gallega. En él participan músicos como el cubano Willy Mondeja.
- El 25 de julio de 2020, Día de Galicia, presenta en televisión sus nuevas obras "Engaiolar" y "Manuela".
- Además de la vertiente musical, Xil Ríos trabajó como hostelero en su localidad natal, Moaña.
- Gran amante del deporte, fue boxeador y remero. También se consagró como futbolista muchos años, llegando a presidente del Moaña F.C.

## Discografía
- Un anaco de pan (1972)
- Nosa Galicia (1972)
- Miña Maruxiña (1973)
- A figueira (1973)
- Vamos a beillar (1974)
- Os mariñeiros (1974)
- Xil Ríos (1974)
- Miña rapaciña  (1975)
- Nunca cambiarás (1976)
- Trouleada (1979)
- Xirarei (1980)
- Xirarei; Mar adiante (1980)
- Giraré (1980)
- A rapaciña galega (1980)
- Tan ta ran tan (1981)
- Tan ta ran tan; Cantiga dos cegos (1981)
- E tén que ter (1981)
- Rapaciña Bonita(1985)
- Rapaciña Bonita; Miña compañeira (1985)
- De Carallada (1987)
- De carallada; Morena (1987)
- Ledicia (1988)
- Nosa Galicia (1991)
- Romería galega (1992)
- Que non decaia (1992)
- Ai María, María (1992)
- Baila (1995)
- Xil Ríos (1996)
- O mellor de Xil Ríos (1999)
- Meu País (1999)
- Quen non decaia (Colección "Son de Galicia") (2002)
- Vai e vén (2004)
- O mellor de Xil Ríos. Vol.II (2005)
- 15 cancións de ouro de Xil Ríos (2008)
- Son da Alma (2010)
- Xil Ríos. Pack 2x1 (2013)

Algunos trabajos colectivos son:
- Los mejores cantantes gallegos (1974)
- Recordo de Galicia (1975)
- Cancionero popular gallego (1989)
- Galicia Nai (con Xoán Rubia, 1992)
- A gran escolma da música galega. Solistas (1993)
- Alma Galega (Álbum de Juan Pardo, 1997)
- Así é a miña terra (1999)